# Secretaris-generaal van het Élysée
De secretaris-generaal van het Elysée, formeel de secretaris-generaal van het Presidentschap van de Republiek (Secrétaire général de la Présidence de la République) is de hoogste functie binnen de staf van medewerkers van de president van Frankrijk op het Elysée-paleis. Hij is ook de woordvoerder en raadgever van de president in Frankrijk. 
In de Franse media wordt de functie soms smalend "le Premier ministre bis" of "le vice-président" genoemd.
Drie van de voormalige secretarissen-generaal werden ook later eerste minister in Frankrijk: Pierre Bérégovoy, Édouard Balladur en Dominique de Villepin.

## Secretarissen-generaal
| Secretaris-generaal            | President                            | Periode                              |
| ------------------------------ | ------------------------------------ | ------------------------------------ |
| Henri Collignon                | Armand Fallières                     | 1912-1913                            |
| Félix Decori                   | Raymond Poincaré                     | 1913-1915                            |
| Olivier Sainsère               | Raymond Poincaré                     | 1915-1920                            |
| vacant                         | Paul Deschanel                       | 1920-1920                            |
| vacant                         | Alexandre Millerand                  | 1920-1924                            |
| vacant                         | Gaston Doumergue                     | 1924-1931                            |
| Georges Huisman                | Paul Doumer                          | 1931-1932                            |
| vacant                         | Albert Lebrun                        | 1932-1940                            |
| Jean Forgeot                   | Vincent Auriol                       | 1947-1954                            |
| Charles Merveilleux du Vignaux | René Cotypresidentiële administratie | 1954-1959                            |
| Geoffroy Chodron de Courcel    | Charles de Gaulle                    | 1959-1962                            |
| Étienne Burin des Roziers      | Charles de Gaulle                    | 1962-1967                            |
| Bernard Tricot                 | Charles de Gaulle                    | 1967-1969                            |
| Bernard Beck                   | Alain Poher (interim)                | 1969presidentiële administratie      |
| Michel Jobert                  | Georges Pompidou                     | 1969-1973                            |
| Édouard Balladur               | Georges Pompidou                     | 1973-1974                            |
| Bernard Beck                   | Alain Poher (interim)                | 1974                                 |
| Claude Pierre-Brossolette      | Valéry Giscard d'Estaing             | 1974-1976                            |
| Jean François-Poncet           | Valéry Giscard d'Estaing             | 1976-1978                            |
| Jacques Wahl                   | Valéry Giscard d'Estaing             | 1978-1981                            |
| Pierre Bérégovoy               | François Mitterrand                  | 1981-1982                            |
| Jean-Louis Bianco              | François Mitterrand                  | 1982-1991presidentiële administratie |
| Hubert Védrine                 | François Mitterrand                  | 1991-1995                            |
| Dominique de Villepin          | Jacques Chirac                       | 1995-2002                            |
| Philippe Bas                   | Jacques Chirac                       | 2002-2005                            |
| Frédéric Salat-Baroux          | Jacques Chirac                       | 2005-2007                            |
| Claude Guéant                  | Nicolas Sarkozy                      | 2007-2011                            |
| Xavier Musca                   | Nicolas Sarkozy                      | 2011-2012                            |
| Pierre-René Lemas              | François Hollande                    | 2012-2014                            |
| Jean-Pierre Jouyet             | François Hollande                    | 2014-2017                            |
| Alexis Kohler                  | Emmanuel Macron                      | 2017 -                               |